# Serra de la Pedrera (l'Espunyola)
La Serra de la Pedrera és una serra situada entre els municipis de L'Espunyola i de Montmajor a la comarca del Berguedà, amb una elevació màxima de 851 metres.